# Zemfira
Zemfira Talgàtovna Ramazànova (en rus Земфира Талгатовна Рамазанова, en tàtar: Zemfira Tälğät qızı Ramazanova/Земфира Тәлгать кызы Рамазанова) (26 d'agost de 1976, Ufà, Baixkíria, Rússia) és una vocalista i líder del grup de rock rus "Zemfira", format el 1998, molt popular no només a Rússia, sinó també a les repúbliques exsoviètiques.

## Àlbums
- 1998 Земфира (Zemfira)
- 2000 Прости Меня Моя Любовь (Pordona'm, amor meu)
- 2002 14 Недель Тишины (14 setmanes de silenci)
- 2005 Вендетта (Vendetta)
- 2006 Земфира.Live (Zemfira.Live)
- 2007 Спасибо (Gràcies)
- 2010 Земфира.Live 2 (Zemfira.Live 2)
- 2013 Жить в твоей голове (Viu al teu cap)
- 2021 Бордерлайн (Borderline)